# Patricia Larqué Juste
Patricia Larqué Juste (Zuera, 2 de maig de 1992) és una futbolista espanyola que juga com a portera en l'Atlètic de Madrid de la Primera Divisió d'Espanya.

## Trajectòria
Va començar a jugar en el Transports Alcaine i després va passar pel Santa Teresa, però més endavant va tornar al Transports Alcaine. Va jugar tres anys en el Rayo Vallecano, una altra temporada en el Deportivo Alavés i des de 2023 juga en l'Atlètic de Madrid, que la va definir com «una portera àgil i ràpida sota pals, amb un gran joc de peus».
A més de com a jugadora ha exercit com a entrenadora durant els seus primers anys de carrera en categories inferiors del Transports Alcaine.

## Internacional
En 2019 va ser convocada per la selecció absoluta d'Espanya, per als partits classificatoris del Campionat d'Europa. Va disputar dos dels partits.